# Euonymus theacolus
Euonymus theacolus är en benvedsväxtart som beskrevs av Ching Yung Cheng. Euonymus theacolus ingår i släktet Euonymus och familjen Celastraceae. Inga underarter finns listade.